# شعبية غات

## أهم المناطق داخل المحافظة
- غات
- البركت
- العوينات
- تهالا
- الفيوت
- ايسين

وبالإضافة إلى سلسلة جبال اكاكوس المحيطة بالمحافظة من شرقها والممتددة من الشمال إلى الجنوب وبها أقدم المعالم الأثرية والسياحية التي يأتيها السواح من جميع ارجاء العالم.